# Kraselov
Kraselov är en ort i Tjeckien.   Den ligger i regionen Södra Böhmen, i den sydvästra delen av landet, 110 km söder om huvudstaden Prag. Kraselov ligger 593 meter över havet och antalet invånare är 229.
Terrängen runt Kraselov är platt åt nordost, men åt sydväst är den kuperad. Runt Kraselov är det ganska tätbefolkat, med 86 invånare per kvadratkilometer. Närmaste större samhälle är Strakonice, 8,0 km nordost om Kraselov. Omgivningarna runt Kraselov är en mosaik av jordbruksmark och naturlig växtlighet.